# Pretty Little Lightning Paw
Pour les articles homonymes, voir Lightning.
Albums de A Silver Mt. Zion
"This Is Our Punk-Rock," Thee Rusted Satellites Gather+Sing
(2003) Horses in the Sky
(2005)
Pretty Little Lightning Paw est un EP du groupe A Silver Mt. Zion, publié en 2004 par le label Constellation Records. Comme à son habitude, le groupe change de nom sur cet album pour s'appeler "Thee Silver Mountain Reveries". Il reprendra toutefois un nom proche d'un de ses anciens sur le prochain album.

## Enregistrement
Beaucoup de membres du groupe ont changé d'instrument lors de l'enregistrement : par exemple, la violoniste Sophie Trudeau (en) a joué de la basse et le guitariste Ian Ilavsky a joué de la batterie. 
Après avoir été enregistré une première fois, l'intégralité de l'EP a été joué sur un radiocassette, dont le son a lui-même été enregistré afin d'être plus brut.

## Liste des titres
| 1.    | More Action! Less Tears!                           | 5:20  |
| 2.    | Microphones in the Trees*                          | 9:47  |
| 3.    | Pretty Little Lightning Paw                        | 10:01 |
| 4.    | There's a River in the Valley Made of Melting Snow | 5:08  |
| 30:16 |                                                    |       |

## Liste des musiciens

### A Silver Mt. Zion
- Thierry Amar (en) : violon, basse, chant
- Ian Ilavsky : batterie
- Efrim Menuck : guitare, piano, orgue, chant
- Jessica Moss (en) : violon, chant
- Sophie Trudeau (en) : basse

### Production
- Harris Newman : mastering